# Kenka Banchō Otome: Girl Beats Boys
Kenka Banchō Otome: Girl Beats Boys (喧嘩番長 乙女-Girl Beats Boys-?) es un manga realizado por Chie Shimada, basado en el videojuego Kenka Banchō Otome, desarrollado por Spike Chunsoft, y perteneciente a la franquicia Kenka Bancho. Ha sido adaptado a una serie de anime de 12 episodios.

## Sinopsis
Hinako ha crecido como una niña huérfana, pensando que no tenía parientes. Un día, un muchacho llamado Hikaru aparece y se presenta como su hermano gemelo. Hikaru le pide que tome su lugar y que asista a una escuela para delincuentes juveniles llamada Shishiku. Hikaru le dice a Hinako que necesita convertirse en el "rey" de Shishiku y derrotar a los más fuertes de la escuela. En su trayecto por convertirse en "el rey de Shishiku" se hace amiga de Totomaru y Konparu quienes le ayudaran a convertirse en el rey de Shishiku y dominar a todos los alumnos más fuertes. Al pedirle que se haga pasar por él en la escuela, Hinako le pregunta a Hikaru qué pasaría con ella, ya que también tenía que asistir a la escuela. La respuesta de Hikaru es que al igual que ella se haría pasar por él, Hikaru se haría pasar por ella y asistiría a su escuela como Hinako.

## Personajes
- Hinako Nakayama
- Totomaru Minowa
- Takayuki Konparu
- Rintarō Kira
- Yūta Mirako
- Hōō Onigashima
- Hikaru Onigashima
- Haruo Sakaguchi

## Medios de comunicación

### Kenka Banchō Otome: Koi no Battle Royal
Kenka Banchō Otome: Koi no Battle Royal (喧嘩番長 乙女～恋のバトルロワイヤル～?) es un manga serializado en la revista Hana to Yume entre el 4 de julio de 2015 y el 25 de enero de 2017. Sus 8 capítulos fueron recopilados en dos volúmenes en formato tankōbon.

### Anime
Una serie de anime fue realizada por los estudios A-Real y Project No.9. Constó de 12 episodios de 8 minutos de duración cada uno.

#### Equipo de producción
- Director: Noriaki Saitō
- Diseño de personajes: Majiro
- Director de arte: Yusuke Ikeda
- Director de sonido: Hiroto Morishita
- Director de fotografía: Junpei Takatsu

#### Reparto
| Personaje         | Seiyū Original (Japón) |
| ----------------- | ---------------------- |
| Hinako Nakayama   | Hibiku Yamamura        |
| Totomaru Minowa   | KENN                   |
| Takayuki Konparu  | Shouta Aoi             |
| Yūta Mirako       | Tetsuya Kakihara       |
| Rintarō Kira      | Yoshimasa Hosoya       |
| Hōō Onigashima    | Tomoaki Maeno          |
| Hikaru Onigashima | Tsubasa Yonaga         |
| Haruo Sakaguchi   | Takashi Kondō          |

#### Banda sonora
- Opening: Love Sniper (ラブスナイパー) por Love Desire.
- Endings:
  - Gankou Signal (眼光シグナル) por Love Desire.
  - Gankou Signal (眼光シグナル) por Totomaru Minowa (KENN) (ep 2).
  - Gankou Signal (眼光シグナル) por Takayuki Konparu (Shouta Aoi) (ep 4).
  - Gankou Signal (眼光シグナル) por Yuuta Mirako (Tetsuya Kakihara) (ep 6).
  - Face to Fake por Yuuta Mirako (Tetsuya Kakihara) (ep 7).
  - Gankou Signal (眼光シグナル) por Houou Onigashima (Tomoaki Maeno) (ep 9).